# Les Demi-vierges (film, 1936)
Ne doit pas être confondu avec Les Demi-vierges (film, 1924).
Pour plus de détails, voir Fiche technique et Distribution.
Les Demi-vierges est un film français réalisé  par Pierre Caron, sorti en 1936.

## Synopsis
Maud de Vouvre, qui vit auprès de sa mère, aime passionnément Julien de Subersaux, un jeune élégant sans fortune. Pressée par des soucis d'argent, elle décide de se faire épouser par Maxime de Chantel, un jeune héritier rencontré dans une station thermale. Repoussant dédaigneusement les calomnies qui salissent Maud, Maxime ne tarde pas à éprouver pour elle un grand amour. Sentant que la belle lui échappe, Julien vient la déshonorer et brise ainsi le bonheur auquel elle aspirait. De désespoir, Julien se suicide. Maud, éclaboussée par le scandale, rompt ses fiançailles avec Maxime pour épouser Arden, un riche banquier.

## Fiche technique
- Titre : Les Demi-vierges
- Réalisateur : Pierre Caron
- Scénario : Pierre Caron et Marcel Prévost, d'après le roman éponyme (1894) de ce dernier, et l'adaptation qu'il en a faite au théâtre sous le même titre (pièce créée en 1895)
- Dialogues : Marcel Prévost
- Photographie : Georges Benoît et Alain Douarinou
- Musique : Jane Bos[1]
- Décors : Jean Douarinou
- Montage : Christian Chamborant
- Producteur : Claude Dolbert, pour sa société de production
- Pays :  France
- Format : Son mono  - Noir et blanc
- Genre : comédie de mœurs
- Durée : 89 minutes
- Date de sortie : France 4 décembre 1936
- Affiche : Roland Coudon (France)

## Distribution
- Marie Bell : Maud de Vouvre
- Madeleine Renaud : Jeanne de Chantel (la sœur de Maxime)
- Daniel Lecourtois : Maxime de Chantel
- Maurice Escande : Julien de Suberceaux
- Rachel Devirys : Mme de Vouvre
- Abel Jacquin : Hector Le Tessier
- José Sergy : Paul Le Tessier
- Jean Cyrano : Valbell
- André Roanne : Lestrange
- Louis-Jacques Boucot : Docteur Krauss
- Robert Casa : Harden
- Marthe Mussine : Jacqueline de Rouvre
- Hélène Pépée : Étiennette Duroy
- Yvonne Vionnet : Cécile Ambre
- Laurence Atkins : Sabine Blemberck
- Isabelle Girbal : Marthe Reversier
- Mony Dalmès : Dora Calvell
- Gabrielle Roanne : Mme de Chantel
- Gary Garland : Madeleine Reversier
- Madyne Coquelet : Mme Ucceli
- Et  Germaine Lix, René Stern, Georges Bever, Georges Péclet, Abel Tarride, Andrée Guize, Sylvain, Cécile Dalmès, Lily Siou dans des rôles non spécifiés